# Rafael Calvo Serer
Rafael Calvo Serer (València, 6 d'octubre de 1916 - Pamplona, 19 d'abril de 1988) va ser un intel·lectual i escriptor espanyol, primer catedràtic d'Història de la Filosofia Espanyola i Filosofia de la Història en Espanya, i membre destacat de l'Opus Dei en l'oposició al franquisme.

## Joventut
Nascut en una família de petits industrials, després de cursar estudis preuniversitaris allotjat en el Col·legi Major del Beat Joan de Ribera de Burjassot (avui Col·legi Major Sant Joan de Ribera), on va obtenir una plaça com a col·legial-becari, va començar els seus estudis universitaris en la Facultat de Filosofia i Lletres de València.
El 1935 va ser nomenat president de la Federació Regional d'Estudiants Catòlics, destacant en el context de convulsió ideològica del moment. Al març de 1936 va començar a participar en diverses reunions d'activistes catòlics, coneixent intel·lectuals com Ramiro de Maeztu i, també, Josepmaria Escrivá de Balaguer, i es va associar a l'Opus Dei.
Convertit en degà del Col·legi de Burjassot, es va incorporar a l'inici de la Guerra Civil espanyola a les Brigades Internacionals, però una greu malaltia va acabar per retenir-lo durant tota la guerra a diversos hospitals.
Després de la guerra, torna a València i es llicencia en Filosofia i Lletres, començant a preparar la seva tesi doctoral sobre Menéndez Pelayo; es doctora en l'estiu de 1940 en Història per la Universitat de Madrid, amb la tesi Menéndez Pelayo y la decadencia española, dirigida per Santiago Montero Díaz, defensada el 14 d'agost de 1940 davant un tribunal format per Pedro Sainz Rodríguez, Francisco Pedrera Burgos, Joaquín Entrambasaguas i Luis Morales Oliver.
Aquest mateix any comença a centrar la seva atenció intel·lectual en la història de les institucions, sota la direcció del professor Alfonso García Gallo, començant a impartir classes d'història d'Espanya a la Universitat de València. Per oposició, el 3 de juny de 1942 es converteix en Catedràtic d'Història Universal Moderna i Contemporània de la Universitat de València.

## Implicació monàrquica
El 1943, després de sol·licitar una excedència, marxa a Suïssa amb l'objectiu principal de contactar amb Joan de Borbó i Battenberg, del grup de consellers polítics del qual passa a formar part. A la fi de 1945 torna a Espanya i s'incorpora a la Junta de Relacions Culturals del Ministeri d'Afers exteriors; es crea, ad hoc, a la Universitat de Madrid una nova càtedra d'Història, que va obtenir ràpidament el 1946, convertint-se en el primer catedràtic d'història de la filosofia espanyola i filosofia de la història.
El 1947 se'n va anar a Londres durant un any com vicedirector de l'Institut Espanyol. Ja a Madrid, s'incorpora el 1948 a la revista Arbor (òrgan generalista del Consell Superior d'Investigacions Científiques).
Escriu el seu primer llibre, España, sin problema, com a resposta al de Pedro Laín Entralgo de 1949 España como problema. Fou guardonat aquell any amb el Premi Nacional de Literatura.
El 1966 es va incorporar al diari Madrid, com a president del Consell d'Administració, periòdic caracteritzat com a «liberal» dins dels diferents corrents que buscaven el protagonisme de l'oposició al franquisme (el periòdic seria sancionat en diverses ocasions i finalment tancat el 25 de novembre de 1971).
El novembre de 1971, Calvo Serer va haver d'exiliar-se arran de la publicació en el diari Le Monde d'un article seu titulat Moi aussi, j'accuse, en el qual criticava al Govern franquista. Aquesta publicació va fer que fos processat per delicte contra l'autoritat de l'Estat i es va dictar una ordre de crida i cerca contra ell. El fiscal va sol·licitar set anys de presó.
Durant el seu exili en París, va participar en la creació de la Junta Democràtica d'Espanya coalició antifranquista promoguda pel Partit Comunista d'Espanya i els monàrquics liberals partidaris de Joan de Borbó i Battenberg, i va mantenir diverses entrevistes amb el pretendent, a qui, juntament amb Antonio García-Trevijano, intentava convèncer perquè presidís un govern de reconciliació nacional encoratjat per Santiago Carrillo. Durant aquests anys va participar també en els actes que es van desenvolupar en l'exterior com a representant de la Junta Democràtica i de Coordinació Democràtica.
Al juny de 1976 va tornar a Espanya on, després d'un breu empresonament, va ser amnistiat. Els anys següents es va dedicar a aconseguir una indemnització pel tancament del diari Madrid.
El Premi de Periodisme Diari Madrid va portar durant els seus deu primers anys (1999-2010) el nom de Calvo Serer.

## Obres
- 1949: España sin problema. 2.ª ed. Madrid: Ediciones Rialp, 1952. (Biblioteca del pensamiento actual; 4).
- 1949: El fin de la época de las revoluciones.
- 1952: Teoría de la restauración, Biblioteca del pensamiento actual Nr. 15. Ediciones Rialp, Madrid.
- 1953: La configuración del futuro. Madrid: Ediciones Rialp.
- 1955: Política de integración.
- 1956: La aproximación de los neoliberales à la actitud tradicional.
- 1958: La fuerza creadora de la libertad.
- 1960: Nuevas formas democráticas de la libertad.
- 1962: La literatura universal sobre la guerra de España.
- 1962: La Política mundial de los Estados Unidos.
- 1964: Las nuevas democracias.
- 1978: Mis enfrentamientos con el poder (Meine Zusammenstöße mit der Macht). Plaza & Janés, Madrid 1978, ISBN 978-84-01-33140-4.